# Molophilus chazeaui
Molophilus chazeaui là một loài ruồi trong họ Limoniidae. Chúng phân bố ở miền Australasia.